# 11766 Фредсірс
11766 Фредсірс (11766 Fredseares) — астероїд головного поясу, відкритий 17 жовтня 1960 року.
Тіссеранів параметр щодо Юпітера — 3,184.